# Joanna Dorociak

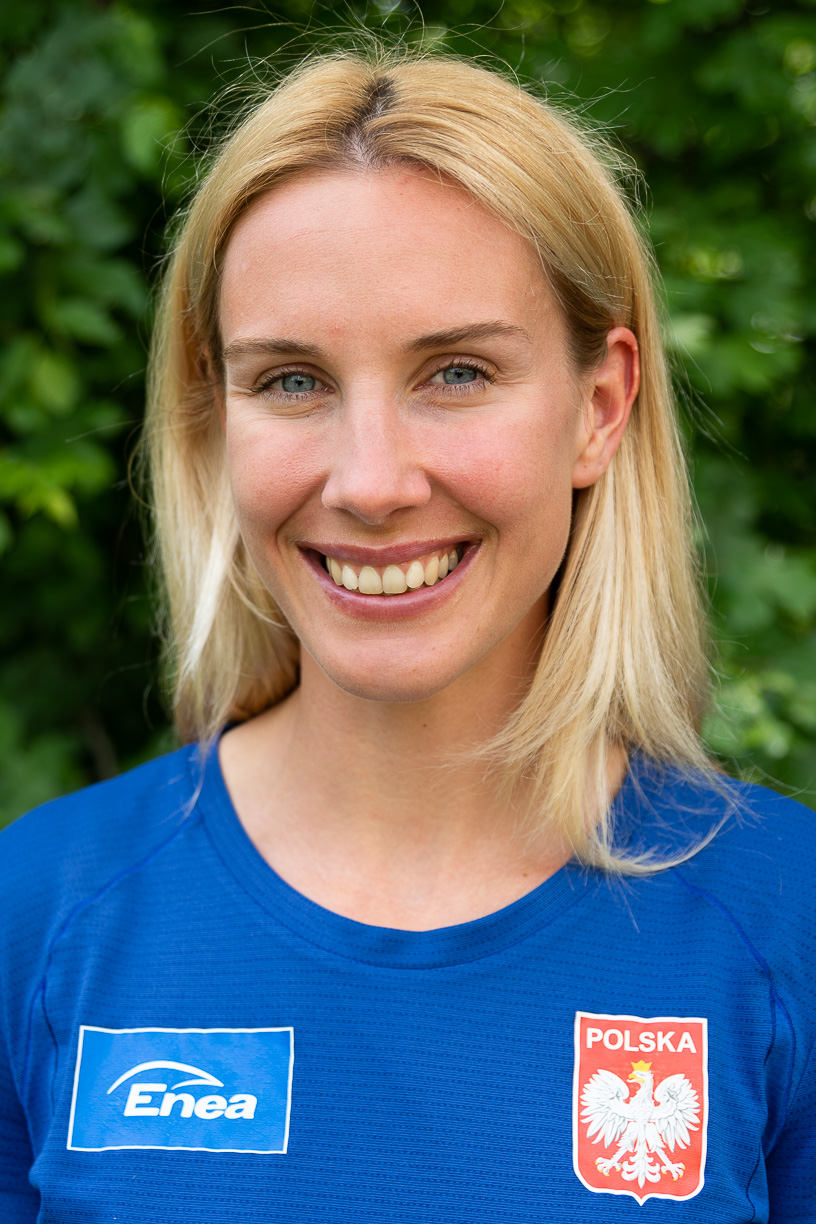
Joanna Dorociak (2019)

Joanna Dorociak (* 14. April 1992) ist eine polnische Leichtgewichts-Ruderin.
Joanna Dorociak begann 2002 mit dem Rudersport. Ihre internationale Laufbahn begann mit einem 15. Platz im Einer bei den Junioren-Weltmeisterschaften 2010. 2012 trat sie bei den U23-Weltmeisterschaften mit Monika Kowalska im Leichtgewichts-Doppelzweier und belegte den achten Platz, im Jahr darauf erreichten die beiden den siebten Platz. Bei den Europameisterschaften 2014 erreichte Dorociak zusammen mit Weronika Deresz das A-Finale und den sechsten Platz, bei den Weltmeisterschaften 2014 kamen die beiden als Zweite des B-Finales auf den achten Platz. 2015 erhielten Dorociak und Deresz die Bronzemedaille bei den Europameisterschaften 2015 hinter den Britinnen und den Deutschen. Bei den Weltmeisterschaften 2015 belegten die beiden den achten Platz, was einen Startplatz für den polnischen Leichtgewichts-Doppelzweier bei den Olympischen Spielen 2016 bedeutete. Bei den Europameisterschaften 2016 siegten die Niederländerinnen vor den Deutschen, Joanna Dorociak und Weronika Deresz erhielten wie 2015 die Bronzemedaille.
Dorociak war mit Deresz auch für die Olympischen Sommerspiele in Rio de Janeiro im leichten Doppelzweier nominiert. Wenige Tage vor Beginn der Regatta musste sich aber wegen einer Thrombose durch Martyna Mikołajczak ersetzt werden, sie verpasste damit die Olympiateilnahme. 2017 kehrte Dorociak zurück und belegte mit Deresz den vierten Platz bei den Weltmeisterschaften 2017. Bei den Europameisterschaften 2018 gewannen Deresz und Dorociak die Silbermedaille hinter den Niederländerinnen Ilse Paulis und Marieke Keijser.